# Kantaros

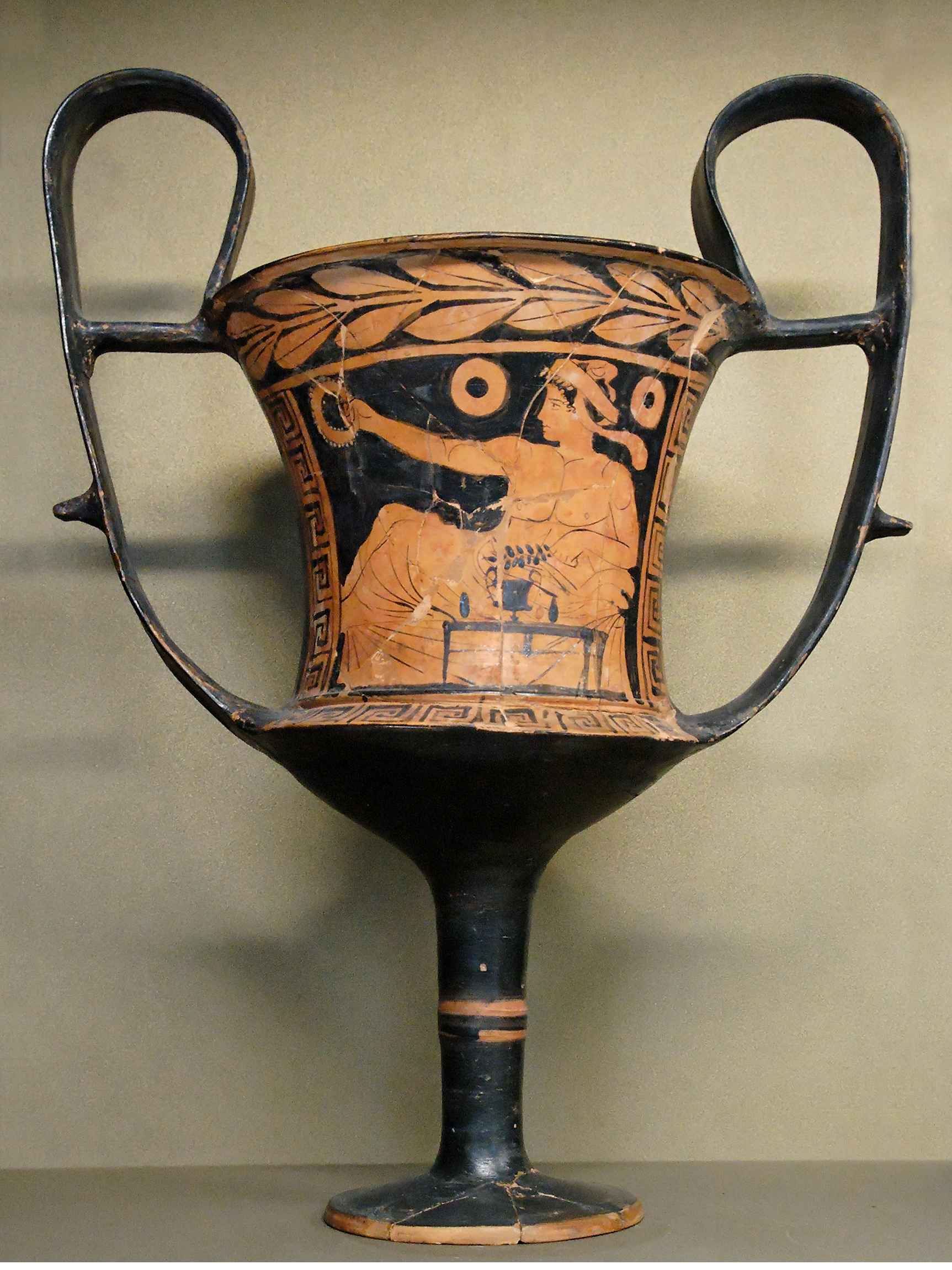
Czerwonofigurowy kantaros attycki (450-425 p.n.e.) ze zbiorów Luwru

Kantaros (stgr. κάνθαρος kántharos) – w starożytnej Grecji kielichowate naczynie służące do picia wina. 
Jego cechy charakterystyczne to wysoka nóżka osadzona na niewielkiej stopce oraz dwa cienkie, pionowe, wysoko uniesione, pałąkowate imadła. Miało związek z kultem Dionizosa i obrzędami bakchicznymi. Często bogato je zdobiono odpowiednimi scenami tematycznymi, nierzadko umieszczając inskrypcje właściciela bądź ofiarodawcy albo żartobliwe napisy związane z jego przeznaczeniem.